# Xã Delaware, Quận Lincoln, South Dakota
Xã Delaware (tiếng Anh: Delaware Township) là một xã thuộc quận Lincoln, tiểu bang Nam Dakota, Hoa Kỳ. Năm 2010, dân số của xã này là 194 người.